# Porto di Warnemünde

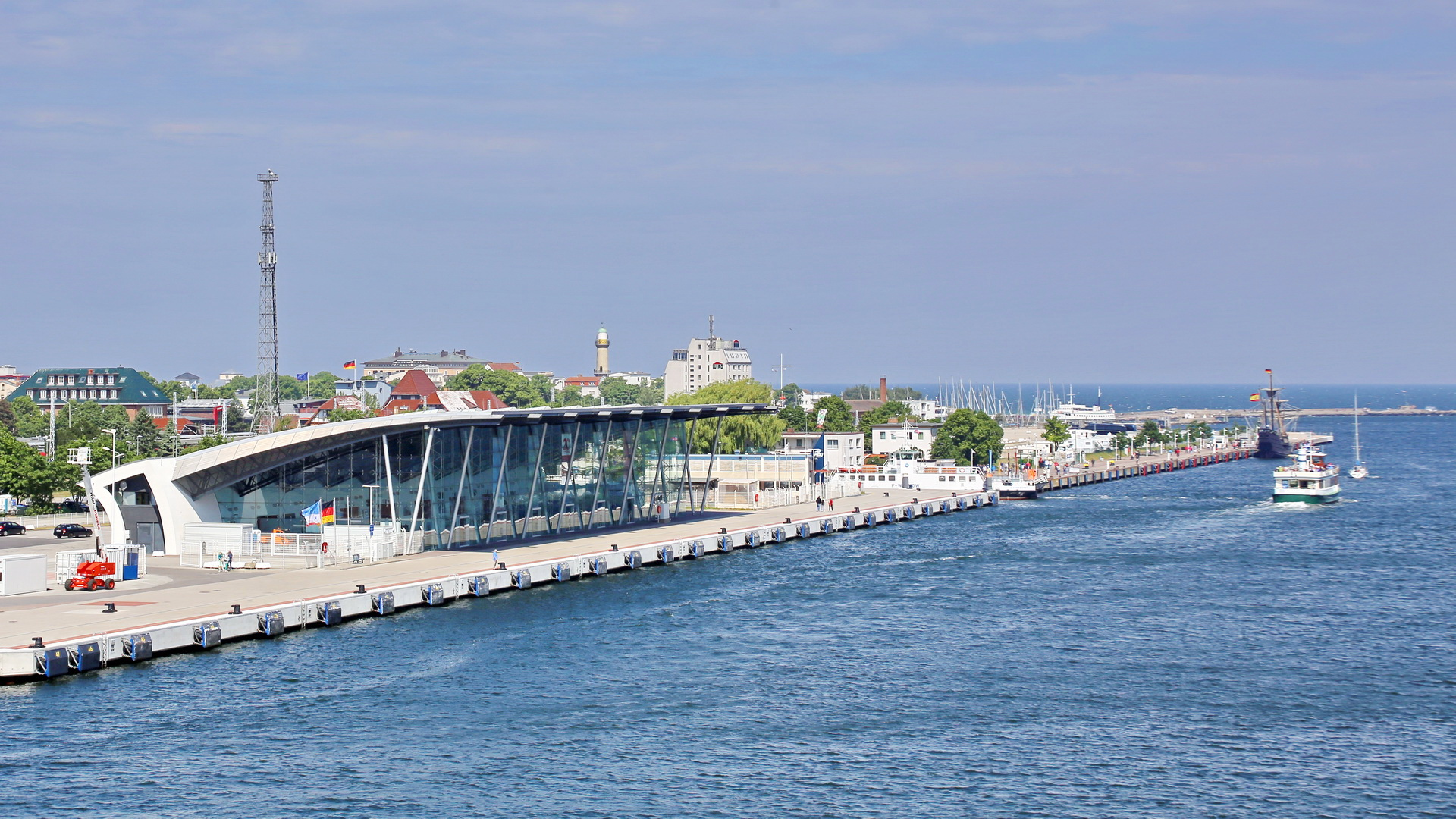
Stazione marittima denominata Warnemünde Cruise Center nel 2016

Conformazione geologica di Warnemünde e del Breitling tra la fine del XIX secolo e oggi

Il porto di Warnemünde (in sigla UN/LOCODE: DE WAR) è il più importante scalo crocieristico tedesco, parte integrante, assieme a quello turistico e diportistico di Hoe Düne, del sistema portuale di Rostock.

## Descrizione
Warnemünde costituisce l’avamporto di quello interno di Rostock, permettendo l’accesso al golfo di Meclemburgo e quindi al mar Baltico, attraverso il lago Breitling, bacino interno (Bodden) nell’estuario del Basso Warnow (Unterwarnow), per mezzo del nuovo corso del canale marittimo (Neuer Strom/Seekanal).
Tra quest’ultimo e il vecchio corso del canale (Alter Strom), sulla banchina di levante addossata al molo mediano (Mittelmole), oltre alla darsena turistica, a fianco della stazione ferroviaria, sulla Strominsel, sorge il porto crocieristico dotato di 8 punti d’attracco e di una stazione marittima denominata Warnemünde Cruise Center, inaugurata il 1º maggio 2005. A ponente, tra la spiaggia e l’abitato, è invece situato il faro mentre a sud del bacino di evoluzione (Wendebassin) sorgono invece i cantieri navali MV Werften Rostock (già Warnowwerft Warnemünde dei tempi della Germania Est) e alcuni capannoni del Neptun Werft.